# Đội tuyển bóng chuyền nam quốc gia Nhật Bản
Đội tuyển bóng chuyền nam quốc gia Nhật Bản là đội bóng đại diện cho Nhật Bản tại các cuộc thi tranh giải và trận đấu giao hữu bóng chuyền nam ở phạm vi quốc tế.

## Đội hình

### Đội hình hiện tại
Dưới đây là danh sách các thành viên đội tuyển nam quốc gia Nhật Bản tham dự giải World League 2017.
Huấn luyện viên chính: Yuichi Nakagaichi
| Stt. | Tên                 | Ngày sinh            | Chiều cao           | Cân nặng       | Nhảy đập        | Nhảy chắn       | Câu lạc bộ năm 2016–17 |
| ---- | ------------------- | -------------------- | ------------------- | -------------- | --------------- | --------------- | ---------------------- |
| 2    | Hideomi Fukatsu (C) | 1 tháng 6 năm 1990   | 1,80 m (5 ft 11 in) | 70 kg (150 lb) | 330 cm (130 in) | 305 cm (120 in) | Panasonic Panthers     |
| 6    | Akihiro Yamauchi    | 30 tháng 11 năm 1993 | 2,04 m (6 ft 8 in)  | 72 kg (159 lb) | 348 cm (137 in) | 328 cm (129 in) | Panasonic Panthers     |
| 7    | Takashi Dekita      | 13 tháng 8 năm 1991  | 1,99 m (6 ft 6 in)  | 92 kg (203 lb) | 350 cm (140 in) | 330 cm (130 in) | Osaka Blazers Sakai    |
| 8    | Masahiro Yanagida   | 6 tháng 7 năm 1992   | 1,86 m (6 ft 1 in)  | 78 kg (172 lb) | 335 cm (132 in) | 305 cm (120 in) | Suntory Sunbirds       |
| 9    | Masashi Kuriyama    | 14 tháng 7 năm 1988  | 1,90 m (6 ft 3 in)  | 89 kg (196 lb) | 340 cm (130 in) | 330 cm (130 in) | Suntory Sunbirds       |
| 10   | Shuzo Yamada        | 27 tháng 11 năm 1992 | 1,93 m (6 ft 4 in)  | 78 kg (172 lb) | 340 cm (130 in) | 323 cm (127 in) | Toyoda Gosei Trefuerza |
| 12   | Takuya Takamatsu    | 8 tháng 1 năm 1988   | 1,86 m (6 ft 1 in)  | 78 kg (172 lb) | 341 cm (134 in) | 320 cm (130 in) | Toyoda Gosei Trefuerza |
| 13   | Naoya Takano        | 30 tháng 4 năm 1993  | 1,91 m (6 ft 3 in)  | 72 kg (159 lb) | 335 cm (132 in) | 320 cm (130 in) | Osaka Blazers Sakai    |
| 14   | Yūki Ishikawa       | 11 tháng 12 năm 1995 | 1,91 m (6 ft 3 in)  | 82 kg (181 lb) | 345 cm (136 in) | 330 cm (130 in) | Chuo University        |
| 15   | Lee Haku            | 27 tháng 12 năm 1990 | 1,94 m (6 ft 4 in)  | 83 kg (183 lb) | 347 cm (137 in) | 325 cm (128 in) | Toray Arrows           |
| 17   | Masahiro Sekita     | 20 tháng 11 năm 1993 | 1,77 m (5 ft 10 in) | 70 kg (150 lb) | 320 cm (130 in) | 305 cm (120 in) | Panasonic Panthers     |
| 18   | Yuji Suzuki         | 7 tháng 6 năm 1986   | 1,89 m (6 ft 2 in)  | 80 kg (180 lb) | 350 cm (140 in) | 330 cm (130 in) | Toray Arrows           |
| 19   | Hiroaki Asano       | 6 tháng 10 năm 1990  | 1,78 m (5 ft 10 in) | 69 kg (152 lb) | 335 cm (132 in) | 315 cm (124 in) | JTEKT Stings           |
| 21   | Naonobu Fujii       | 5 tháng 1 năm 1992   | 1,83 m (6 ft 0 in)  | 78 kg (172 lb) | 320 cm (130 in) | 305 cm (120 in) | Toray Arrows           |
| 22   | Satoshi Ide         | 16 tháng 1 năm 1992  | 1,74 m (5 ft 9 in)  | 70 kg (150 lb) | 305 cm (120 in) | 300 cm (120 in) | Toray Arrows           |
| 23   | Taiki Tsuruda       | 13 tháng 7 năm 1991  | 1,77 m (5 ft 10 in) | 73 kg (161 lb) | 330 cm (130 in) | 305 cm (120 in) | Suntory Sunbirds       |
| 25   | Taishi Onodera      | 27 tháng 2 năm 1996  | 2,02 m (6 ft 8 in)  | 97 kg (214 lb) | 330 cm (130 in) | 320 cm (130 in) | Tokai University       |
| 26   | Issei Otake         | 3 tháng 12 năm 1995  | 2,02 m (6 ft 8 in)  | 91 kg (201 lb) | 330 cm (130 in) | 320 cm (130 in) | Chuo University        |

### Huấn luyện viên
- Danh sách từ năm 1965 đến hiện tại:
- Yasutaka Matsudaira (1965-1972)
- Tsutomu Koyama (1973-1976)
- Yūzo Nakamura (1977-1980)
- Naohiro Ikeda (1980-1984)
- Masaru Saito (1984-1986)
- Tsutomu Koyama (1986-1988)
- Masayuki Minami (1989-1990)
- Seiji Oko (1991-1995)
- Shinichiro Tsujiai (1996-1997)
- Futoshi Teramawari (1997-2000)
- Mikiyasu Tanaka (2001-2004)
- Tatsuya Ueta (2005-2013)
- Gary Sato (2013-2014)
- Masashi Nambu (2014-2016)
- Yuichi Nakagaichi (2017-)

## Nhà cung cấp và tài trợ
Bảng dưới đây liệt kê các nhà cung cấp trang thiết bị cho đội tuyển quốc gia Nhật Bản.
| Thời gian | Nhà cung cấp |
| --------- | ------------ |
| 2000–nay  | Asics        |

### Nhà tài trợ
- Nhà tài trợ chính: Shiseido.
- Các đơn vị tài trợ khác: Japanet, Molten, All Nippon Airways, Suntory, JTEKT, Nisshin Steel, Nippon Life, Marudai, Mizuno, Meiji Seika, Descente, Mikasa và Hisamitsu Pharmaceutical.

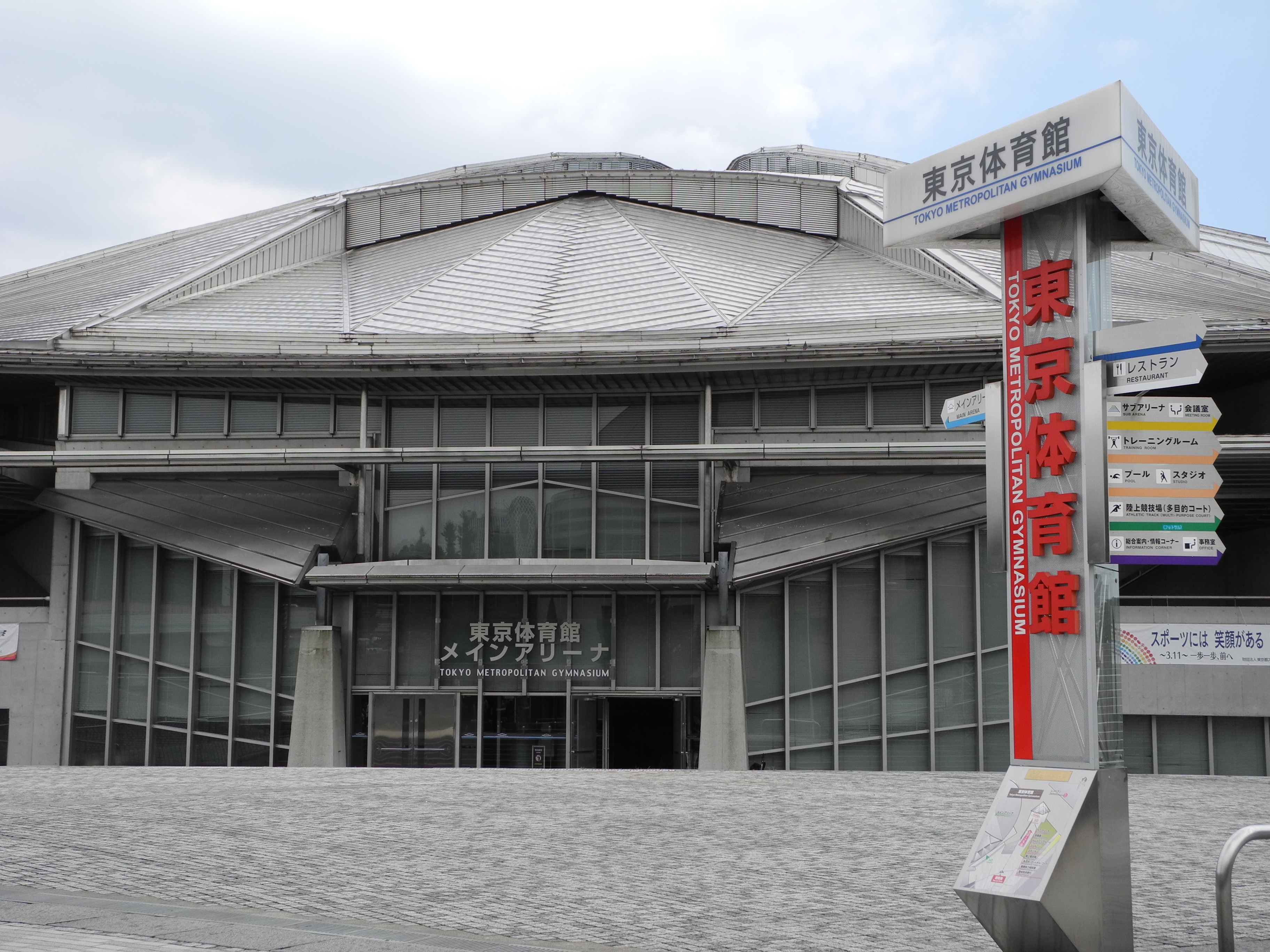
Cung thể dục thể thao trung tâm Tokyo

## Sân vận động
Cung thể dục thể thao trung tâm Tokyo và Sân vận động Quốc gia Yoyogi là hai địa điểm chính dành cho đội tuyển luyện tập và cũng là nơi tổ chức các giải đấu trong nước và quốc tế.

## Truyền thông
Các trận thi đấu và trận giao hữu của đội tuyển hiện đang được phát sóng dưới sự quản lý của các kênh Nippon TV, GAORA và NHK.